# Michael Baxandall
Michael David Kighley Baxandall (Cardiff, 18 agosto 1933 – Londra, 12 agosto 2008) è stato uno storico dell'arte britannico.

## Biografia
Conservatore della sezione di scultura al Victoria and Albert Museum dal 1961 al 1965, dal 1987 insegnò all'università di Berkeley.
Per primo mise in relazione la storia dell'arte con il commercio e l'importanza dei materiali e in generale con la società coeva. Nel 1994 scrisse con Svetlana Alpers Tiepolo e l'intelligenza pittorica.
Morì nel 2008 per una polmonite. Baxandall da qualche tempo era anche affetto dalla malattia di Parkinson.